# レウィシア
レウィシア（学名 Lewisia cotyledon)は、スベリヒユ科レウィシア属の常緑多年草。
原産地は米国オレゴン州からカリフォルニア州にまたがる山地。
葉は肉厚で細長い舌状で艶がありロゼット状になっている。葉の長さは10～15cmほど。
学名のcotyledonは、英語では"small cup"を意味し、広がった葉の形が杯やスープボールに見えることから。
花期は春から夏。茎の根元から花茎を10～30cmほど伸ばし、よく枝分かれして先に多くの花が咲く。
花弁が7～13枚でそれぞれが1.5～2cm。
花色はピンク、オレンジ色、黄色などに加えて、白とのストライプ柄もある。

## 分類
従来、スベリヒユ科だったがAPGIIIではヌマハコベ科が新設され異動した。